# 富岡村 (静岡県駿東郡)
富岡村（とみおかむら）は、静岡県東部、駿東郡にあった村。おおむね現在の裾野市中部、富岡地区に相当する。1957年に裾野町へ編入された。

## 地理
黄瀬川右岸の村で、西側は愛鷹山に接する。

## 歴史
- 1889年（明治22年）4月1日 - 町村制施行に伴い、御宿村・下和田村・今里村・上ヶ田村・金沢村・葛山村・千福村・大畑村・定輪寺村が合併して富岡村成立。須山村との組合村となっていた。
- 1894年（明治28年）頃 - 大字定輪寺が桃園に改称。
- 1899年（明治32年）7月7日 - 須山村との組合を解消。
- 1957年（昭和32年）9月1日 - 須山村とともに裾野町へ編入。
  - 大畑・桃園は、合併に伴い裾野町立西小学校の校区に属することとなった。現在も西地区に区分されている。

## 教育
- 富岡村立富岡第一小学校
- 富岡村立富岡第二小学校
- 富岡村立富岡中学校
- 不二聖心女子学院小・中・高等学校[1]

## 交通

### 鉄道路線
村内に鉄道路線は存在しなかった。
御殿場線岩波駅（村南部の大畑・桃園は裾野駅）が最寄。

### 道路
現在は旧村域に国道246号（裾野バイパス）が通るほか、東名高速道路裾野インターチェンジが設置され、新東名高速道路が通過するが、当時はいずれも未開通。